# پیر ماکوار
پیر ماکوار (فرانسوی: Pierre Macquer‎؛ زاده ۹ اکتبر ۱۷۱۸ درگذشته ۱۵ فوریه ۱۷۸۴) یک شیمیدان اهل فرانسه بود.